# Hans Simonsson
Hans Simonsson, né le 1er mai 1962 à Färgaryd, est un ancien joueur de tennis professionnel suédois.

## Palmarès

### Titres en double messieurs
| 11 titres en double | 1 G. Chelem | 1 G. Chelem | 1 G. Chelem | 1 G. Chelem | 0 Masters | 0 Masters | 0 Masters | 0 Masters   | 0 Masters 1000 | 0 Masters 1000 | 0 Masters 1000 | 0 Masters 1000 | 0 ATP 500   | 0 ATP 500   | 0 ATP 500          | 0 ATP 500          | 2 ATP 250          | 2 ATP 250          | 2 ATP 250          | 2 ATP 250          | 0 JO               | 0 JO           | 0 JO           | 0 JO           | 8 NC           | 8 NC           | 8 NC           | 8 NC           |
| 11 titres en double | 3 sur dur   | 3 sur dur   | 3 sur dur   | 3 sur dur   | 3 sur dur | 3 sur dur | 3 sur dur | 0 sur gazon | 0 sur gazon    | 0 sur gazon    | 0 sur gazon    | 0 sur gazon    | 0 sur gazon | 0 sur gazon | 7 sur terre battue | 7 sur terre battue | 7 sur terre battue | 7 sur terre battue | 7 sur terre battue | 7 sur terre battue | 7 sur terre battue | 1 sur moquette | 1 sur moquette | 1 sur moquette | 1 sur moquette | 1 sur moquette | 1 sur moquette | 1 sur moquette |

| No | Date       | Nom et lieu du tournoi                   | Catégorie       | Dotation  | Surface         | Partenaire       | Finalistes                      | Score          |          |
| -- | ---------- | ---------------------------------------- | --------------- | --------- | --------------- | ---------------- | ------------------------------- | -------------- | -------- |
| 1  | 30-03-1981 | ATP Linz Linz                            | Grand Prix      | 50 000 $  | Dur (int.)      | Anders Järryd    | Brad Drewett Pavel Složil       | 6-4, 7-6       |          |
| 2  | 05-10-1981 | Trofeo Conde de Godó Barcelone           |                 | 175 000 $ | Terre (ext.)    | Anders Järryd    | Andrés Gómez Hans Gildemeister  | 6-1, 6-4       |          |
| 3  | 08-03-1982 | ATP Linz Linz                            | Grand Prix      | 75 000 $  | Terre (ext.)    | Anders Järryd    | Rod Frawley Paul Kronk          | 6-2, 6-0       |          |
| 4  | 12-07-1982 | Swedish Open Båstad                      |                 | 75 000 $  | Terre (ext.)    | Anders Järryd    | Joakim Nyström Mats Wilander    | 0-6, 6-3, 7-6  | Parcours |
| 5  | 04-10-1982 | Torneo Conde de Godó Barcelone           | GP World Series | 200 000 $ | Terre (ext.)    | Anders Järryd    | Carlos Kirmayr Cássio Motta     | 6-3, 6-2       | Parcours |
| 6  | 15-11-1982 | Ancona Open Ancône                       |                 | 75 000 $  | Moquette (int.) | Anders Järryd    | Tim Gullikson Bernard Mitton    | 4-6, 6-3, 7-6  |          |
| 7  | 23-05-1983 | Roland-Garros Paris                      | G. Chelem       | NC $      | Terre (ext.)    | Anders Järryd    | Mark Edmondson Sherwood Stewart | 7-64, 6-4, 6-2 | Parcours |
| 8  | 03-10-1983 | Torneo Conde de Godó Barcelone           | GP World Series | 200 000 $ | Terre (ext.)    | Anders Järryd    | Jim Gurfein Erick Iskersky      | 7-5, 6-3       | Parcours |
| 9  | 31-10-1983 | Stockholm Open Stockholm                 |                 | 250 000 $ | Dur (int.)      | Anders Järryd    | Peter Fleming Johan Kriek       | 7-6, 7-5       | Parcours |
| 10 | 08-10-1984 | Tournoi de tennis Sydney Indoors Sydney  |                 | 225 000 $ | Dur (int.)      | Anders Järryd    | Mark Edmondson Sherwood Stewart | 6-4, 6-4       |          |
| 11 | 22-07-1985 | Tournoi de tennis des Pays-Bas Hilversum |                 | 80 000 $  | Terre (ext.)    | Stefan Simonsson | Carl Limberger Mark Woodforde   | 6-3, 6-4       |          |

### Finales en double messieurs
| No | Date       | Nom et lieu du tournoi                      | Catégorie           | Dotation  | Surface         | Vainqueurs                     | Partenaire        | Score                   |          |
| -- | ---------- | ------------------------------------------- | ------------------- | --------- | --------------- | ------------------------------ | ----------------- | ----------------------- | -------- |
| 1  | 20-07-1981 | Swedish Open Båstad                         |                     | 75 000 $  | Terre (ext.)    | Mark Edmondson John Fitzgerald | Anders Järryd     | 2-6, 7-5, 6-0           |          |
| 2  | 10-05-1982 | German International Championships Hambourg | Championship Series | 250 000 $ | Terre (ext.)    | Pavel Složil Tomáš Šmíd        | Anders Järryd     | 6-4, 6-3                |          |
| 3  | 20-09-1982 | Grand Prix Passing Shot Bordeaux            |                     | 75 000 $  | Terre (ext.)    | Hans Gildemeister Andrés Gómez | Anders Järryd     | 6-4, 6-2                |          |
| 4  | 07-03-1983 | Tournoi de tennis de Bruxelles Bruxelles    |                     | 250 000 $ | Moquette (int.) | Heinz Günthardt Balázs Taróczy | Mats Wilander     | 6-2, 6-4                |          |
| 5  | 11-07-1983 | Swedish Open Båstad                         |                     | 75 000 $  | Terre (ext.)    | Joakim Nyström Mats Wilander   | Anders Järryd     | 1-6, 7-6, 7-6           | Parcours |
| 6  | 09-01-1984 | Masters Doubles WCT Londres                 |                     | 200 000 $ | Moquette (int.) | Pavel Složil Tomáš Šmíd        | Anders Järryd     | 1-6, 6-3, 3-6, 6-4, 6-3 |          |
| 7  | 27-05-1985 | Roland-Garros Paris                         | G. Chelem           | NC $      | Terre (ext.)    | Mark Edmondson Kim Warwick     | Shlomo Glickstein | 6-3, 6-4, 6-7, 6-3      | Parcours |

## Parcours en Grand Chelem

### En simple
| Année | Open d'Australie | Open d'Australie | Internationaux de France | Internationaux de France | Wimbledon       | Wimbledon | US Open         | US Open   | Open d'Australie | Open d'Australie |
| ----- | ---------------- | ---------------- | ------------------------ | ------------------------ | --------------- | --------- | --------------- | --------- | ---------------- | ---------------- |
| 1980  | n.o.             | n.o.             | 2e tour (1/32)           | A. Zugarelli             | —               | —         | —               | —         | —                | —                |
| 1981  | n.o.             | n.o.             | 2e tour (1/32)           | B. Gottfried             | 2e tour (1/32)  | S. Mayer  | 1er tour (1/64) | I. Lendl  | 2e tour (1/16)   | H. Pfister       |
| 1982  | n.o.             | n.o.             | 1er tour (1/64)          | B. Taróczy               | —               | —         | 3e tour (1/16)  | M. Doyle  | —                | —                |
| 1983  | n.o.             | n.o.             | 2e tour (1/32)           | J. Alexander             | 1er tour (1/64) | S. Casal  | 2e tour (1/32)  | G. Holmes | 1er tour (1/64)  | C. Hooper        |
| 1984  | n.o.             | n.o.             | —                        | —                        | —               | —         | 1er tour (1/64) | M. Kures  | —                | —                |

N.B. : à droite du résultat se trouve le nom de l'ultime adversaire.

### En double
| Année | Open d'Australie | Open d'Australie | Internationaux de France  | Internationaux de France  | Wimbledon                  | Wimbledon             | US Open                   | US Open               | Open d'Australie          | Open d'Australie    |
| ----- | ---------------- | ---------------- | ------------------------- | ------------------------- | -------------------------- | --------------------- | ------------------------- | --------------------- | ------------------------- | ------------------- |
| 1981  | n.o.             | n.o.             | —                         | —                         | —                          | —                     | 1er tour (1/32) Günthardt | T. Mayotte C. Mayotte | 1er tour (1/16) A. Järryd | H. Pfister J. Sadri |
| 1982  | n.o.             | n.o.             | 1er tour (1/32) A. Järryd | L. Bottazzi R. Viver      | 2e tour (1/16) A. Järryd   | S. Ball R. Simpson    | —                         | —                     | —                         | —                   |
| 1983  | n.o.             | n.o.             | Victoire A. Järryd        | Edmondson S. Stewart      | 1/2 finale A. Järryd       | P. Fleming J. McEnroe | 2e tour (1/16) A. Järryd  | P. Cash J. Fitzgerald | 1/8 de finale A. Järryd   | D. Graham L. Warder |
| 1984  | n.o.             | n.o.             | 1/8 de finale A. Järryd   | E. Fromm Glickstein       | —                          | —                     | 1er tour (1/32) Mortensen | S. Brawley H. Sands   | —                         | —                   |
| 1985  | n.o.             | n.o.             | Finale Glickstein         | Edmondson K. Warwick      | —                          | —                     | 1/4 de finale Mortensen   | K. Flach R. Seguso    | —                         | —                   |
| 1986  | n.o.             | n.o.             | 2e tour (1/16) Glickstein | Benhabiles J.-P. Fleurian | 1er tour (1/32) Glickstein | D. Graham K. Richter  | 2e tour (1/16) Mortensen  | G. Muller T. Nelson   | n.o.                      | n.o.                |

N.B. : le nom du ou de la partenaire se trouve sous le résultat ; le nom des ultimes adversaires se trouve à droite.